# Episodi di Mistresses - Amanti (seconda stagione)
La seconda stagione della serie televisiva Mistresses - Amanti è stata trasmessa negli Stati Uniti per la prima volta dall'emittente ABC dal 2 giugno al 1º settembre 2014.
In Italia, la stagione è andata in onda in chiaro su Rai 4 dal 5 al 13 luglio 2017.
| nº | Titolo originale           | Titolo italiano            | Prima TV USA      | Prima TV Italia |
| -- | -------------------------- | -------------------------- | ----------------- | --------------- |
| 1  | Rebuild                    | Aria di novità             | 2 giugno 2014     | 5 luglio 2017   |
| 2  | Boundaries                 | Linea di confine           | 9 giugno 2014     | 6 luglio 2017   |
| 3  | Open House                 | Vecchi e nuovi incontri    | 16 giugno 2014    | 6 luglio 2017   |
| 4  | Friends With Benefits      | Amicizie interessate       | 23 giugno 2014    | 7 luglio 2017   |
| 5  | Playing With Fire          | Relazioni pericolose       | 30 giugno 2014    | 7 luglio 2017   |
| 6  | What Do You Really Want    | Cosa vuoi davvero?         | 7 luglio 2014     | 10 luglio 2017  |
| 7  | Why Do Fools Fall in Love? | Gelosia                    | 14 luglio 2014    | 10 luglio 2017  |
| 8  | An Affair to Surrender     | Dirsi addio                | 21 luglio 2014    | 11 luglio 2017  |
| 9  | Coming Clean               | La cruda realtà            | 4 agosto 2014     | 11 luglio 2017  |
| 10 | Charades                   | Sciarade                   | 11 agosto 2014    | 12 luglio 2017  |
| 11 | Choice                     | Scelte                     | 18 agosto 2014    | 12 luglio 2017  |
| 12 | Surprise                   | Sorpresa                   | 25 agosto 2014    | 13 luglio 2017  |
| 13 | 'Til Death Do Us Part      | Finché morte non ci separi | 1º settembre 2014 | 13 luglio 2017  |